# Josefa Sanz Batista
Josefa Sanz Batista, conocida como Pepita Sanz (Toledo, 1881 – Barcelona, 31 de mayo de 1928) fue una cantante soprano lírica española que, aunque no era natural de Navarra, desarrolló allí su carrera musical.

## Biografía
Josefa Sanz Batista, aunque nació en Toledo, desarrolló su carrera musical en Navarra debido a que su padre, Mariano Sanz, era militar y lo destinaron a Estella cuando ella era pequeña. La familia se quedó en Estella y por eso se la considera estellesa a Pepita Sanz.
Estuvo en el Real Conservatorio de Madrid realizando sus estudios de canto, en el cual obtuvo un primer premio de soprano lírica, partiendo de un repertorio del bel canto italiano.
En 1902, actuó como soprano lírica con Pablo Sarasate y Otto Neitzel, junto con la Orquesta Santa Cecilia y el Orfeón Pamplonés, dirigidos por don Ricardo Villa. Interpretaron obras de Berlioz, Donicetti, Mendelssohn, Wagner, Sarasate, Larrea, Calleja, Ricardo Villa…
En 1902, dio en Estella un concierto, organizado por el Orfeón de Estella. En 1905, actuó en el Teatro Gayarre de Pamplona con Pablo Sarasate y D. Santos Laspiur, junto a la Orquesta Santa Cecilia, el Orfeón Pamplonés y con la colaboración de otros artistas. En 1907, actuó en un gran concierto con las Sociedades Musicales Santa Cecilia y Orfeón Pamplonés, con Sarasate, la eminente arpista donostiarra Pilar de Michelena y Laspiur.

Volvió a actuar en el Teatro Gayarre en 1910, en tres conciertos los días 8, 9 y 10 de julio, bajo la organización de las sociedades Santa Cecilia y el Orfeón Pamplonés. En este concierto tocaron Pepita Sanz y el violinista norteamericano Florizel Von Reuter, bajo la batuta de Arturo Saco del Valle; las obras interpretadas por el Orfeón y los coros mixtos fueron dirigidos por don Remigio Múgica, el director del mismo orfeón; al piano se encontraba Laspiur. Fue una actuación brillante, llena de críticas muy satisfactorias para la cantante, así se habla de ella en un trozo de una crítica del primer concierto de Diario de Navarra del día 09/07/1910:
«(…) Cómo cantó Pepita el aria de Elvira de Los Puritanos; con qué seguridad, dominio absoluto de sus portentosas facultades atacó las notas más agudas; de qué modo tan gracioso y con tanto primor y sublime sencillez […] Trinos, notas filadas, los encantos de la dulce voz que se esfuma a lo lejos; todo, en suma, causó viva emoción en el selectísimo público, que quedó encantado al volver oír a Pepita Sanz (…)»